# Be Blues!
Be Blues! (BE BLUES!〜青になれ〜, Bī Burūzu! Ao ni Nare) est un manga shōnen écrit et illustré par Motoyuki Tanaka (ja). Prépublié dans le magazine Weekly Shōnen Sunday de janvier 2011 à octobre 2022, il totalise quarante-neuf volumes. La version française est éditée par Meian depuis le 6 décembre 2024,.

## Synopsis
Ryū Ichijō est un footballeur prodige qui rêve de devenir joueur professionnel et membre de l'équipe nationale du Japon (les « Bleus ») à l'âge de 18 ans. Il excelle au fur et à mesure de sa scolarité, mais juste au moment où il se prépare, à l'entame de ses études supérieures, il subit une chute qui entraîne des blessures très graves et doit suivre une longue période de rééducation. Deux ans après son accident, il est à nouveau capable de jouer et commence à travailler pour se perfectionner afin de réaliser un jour son rêve.

## Personnages
Ryū Ichijō (一条  龍, Ichijō Ryū)
Yūto Oume (青梅 優人, Oume Yūto)
Tatsuhiko Kuze (久世 立彦, Kuze Tatsuhiko)
Takumi Sakuraba (桜庭 巧美, Sakuraba Takumi)

## Liste des volumes
| no | Japonais          | Japonais          | Français        | Français |
| no | Date de sortie    | ISBN              | Date de sortie  | ISBN     |
| -- | ----------------- | ----------------- | --------------- | -------- |
| 1  | 17 juin 2011      | 978-4-09-123005-8 | 6 décembre 2024 |          |
| 2  | 16 septembre 2011 | 978-4-09-123248-9 | 6 décembre 2024 |          |
| 3  | 18 novembre 2011  | 978-4-09-123370-7 | 6 décembre 2024 |          |
| 4  | 17 février 2012   | 978-4-09-123545-9 | 6 décembre 2024 |          |
| 5  | 18 mai 2012       | 978-4-09-123658-6 | 6 décembre 2024 |          |
| 6  | 18 juillet 2012   | 978-4-09-123773-6 | 21 mars 2025    |          |
| 7  | 18 octobre 2012   | 978-4-09-123895-5 | 21 mars 2025    |          |
| 8  | 18 décembre 2012  | 978-4-09-123895-5 | 21 mars 2025    |          |
| 9  | 18 mars 2013      | 978-4-09-124199-3 | 21 mars 2025    |          |
| 10 | 18 juin 2013      | 978-4-09-124317-1 | 21 mars 2025    |          |
| 11 | 18 septembre 2013 | 978-4-09-124380-5 |                 |          |
| 12 | 18 novembre 2013  | 978-4-09-124492-5 |                 |          |
| 13 | 18 février 2014   | 978-4-09-124560-1 |                 |          |
| 14 | 16 mai 2014       | 978-4-09-124641-7 |                 |          |
| 15 | 18 juin 2014      | 978-4-09-124739-1 |                 |          |
| 16 | 18 septembre 2014 | 978-4-09-125100-8 |                 |          |
| 17 | 18 décembre 2014  | 978-4-09-125395-8 |                 |          |
| 18 | 18 mars 2015      | 978-4-09-125630-0 |                 |          |
| 19 | 18 mai 2015       | 978-4-09-125834-2 |                 |          |
| 20 | 18 août 2015      | 978-4-09-126205-9 |                 |          |
| 21 | 18 novembre 2015  | 978-4-09-126491-6 |                 |          |
| 22 | 18 février 2016   | 978-4-09-126779-5 |                 |          |
| 23 | 18 mai 2016       | 978-4-09-127138-9 |                 |          |
| 24 | 18 août 2016      | 978-4-09-127327-7 |                 |          |
| 25 | 18 novembre 2016  | 978-4-09-127416-8 |                 |          |
| 26 | 17 février 2017   | 978-4-09-127500-4 |                 |          |
| 27 | 18 mai 2017       | 978-4-09-127569-1 |                 |          |
| 28 | 18 août 2017      | 978-4-09-127678-0 |                 |          |
| 29 | 17 novembre 2017  | 978-4-09-127869-2 |                 |          |
| 30 | 16 février 2018   | 978-4-09-128084-8 |                 |          |
| 31 | 18 mai 2018       | 978-4-09-128248-4 |                 |          |
| 32 | 17 août 2018      | 978-4-09-128350-4 |                 |          |
| 33 | 16 novembre 2018  | 978-4-09-128576-8 |                 |          |
| 34 | 18 février 2019   | 978-4-09-128878-3 |                 |          |
| 35 | 17 mai 2019       | 978-4-09-129150-9 |                 |          |
| 36 | 16 août 2019      | 978-4-09-129319-0 |                 |          |
| 37 | 18 novembre 2019  | 978-4-09-129444-9 |                 |          |
| 38 | 18 février 2020   | 978-4-09-129559-0 |                 |          |
| 39 | 18 mai 2020       | 978-4-09-850076-5 |                 |          |
| 40 | 17 juillet 2020   | 978-4-09-128084-8 |                 |          |
| 41 | 18 septembre 2020 | 978-4-09-850175-5 |                 |          |
| 42 | 18 janvier 2021   | 978-4-09-850381-0 |                 |          |
| 43 | 16 avril 2021     | 978-4-09-850516-6 |                 |          |
| 44 | 16 juillet 2021   | 978-4-09-850632-3 |                 |          |
| 45 | 18 octobre 2021   | 978-4-09-850721-4 |                 |          |
| 46 | 18 janvier 2022   | 978-4-09-850862-4 |                 |          |
| 47 | 18 avril 2022     | 978-4-09-851060-3 |                 |          |
| 48 | 18 août 2022      | 978-4-09-851186-0 |                 |          |
| 49 | 18 novembre 2022  | 978-4-09-851391-8 |                 |          |

## Accueil
Be Blues! a reçu le 60e prix Shōgakukan dans la catégorie shōnen 2015.